# Unterseeboot 5 (1935)
Pour les articles homonymes, voir Unterseeboot 5.
L'Unterseeboot 5 (ou U-5) est un sous-marin (en allemand : Unterseeboot) allemand de type II.A utilisé par la Kriegsmarine pendant la Seconde Guerre mondiale.
Il est commandé dans le cadre du plan Z le 11 février 1935 en violation du traité de Versailles qui proscrit la construction de ce type de navire par l'Allemagne.
Mis en service le 31 août 1935, il coule le 19 mars 1943 à l'ouest de Pillau, victime d'un accident de plongée.
Comme les sous-marins de type II étaient trop petits pour des missions de combat dans l'océan Atlantique, il a été affecté dans la mer du Nord pour des tâches de formation avec la 21e Flottille d'U-Boote (21. Unterseebootsflottille), une unité d'entraînement.

## Historique
Mis en service le 31 août 1935, l'U-5 a surtout servi comme sous-marin d’entrainement pour les équipages de 1935 à 1939.
Il réalise sa première patrouille, quittant le port de Neustadt, le 24 août 1939 sous les ordres du Kapitänleutnant Günter Kutschmann, pour une surveillance de la navigation dans le Kattegat. Le 29 août, l'U-5 ravitaille à Kiel et ensuite retourne dans sa zone de patrouille. Après 16 jours de patrouille en mer, il termine sa mission en revenant à Kiel le 8 septembre 1939.
Après cette première mission de guerre, il redevient un navire-école.
Sa deuxième patrouille le voit quitter Wilhelmshaven le 4 avril 1940, pour la Mer du Nord. Il est incorporé dans le groupe U-boot 8 (Lindesnes) avec l'U-2, l'U-3 et l'U-6, pour l'Opération Weserübung, l'invasion allemande du Danemark et de la Norvège. Il revient à Wilhelmshaven le 19 avril 1940 après 16 jours en mer.
Puis l'Unterseeboot 5 quitte le service active pour redevenir, comme avant-guerre, un sous-marin d'entrainement.
Le 1er juillet 1940, il quitte Wilhelmshaven pour rejoindre Pillau (maintenant Baltiysk en Russie) au sein de la 21. Unterseebootsflottille toujours comme navire-école.
Il coule le 19 mars 1943 à l'Ouest de Pillau à la suite d'un accident de plongée à la position géographique de 54° 40′ N, 19° 45′ E, 21 membres d'équipage sur 37 meurent dans cet accident.

## Affectations
- U-Bootschulflottille du 1er août 1935 au 1er septembre 1939 à Wilhelmshaven en tant que navire-école
- U-Bootschulflottille du 1er septembre 1939 au 1er octobre 1939 à Wilhelmshaven en tant qu'unité combattante
- U-Bootschulflottille du 1er octobre 1939 au 1er février 1940 à Wilhelmshaven en tant que navire-école
- U-Bootschulflottille du 1er mars 1940 au 1er avril 1940 à Wilhelmshaven en tant qu'unité combattante
- U-Bootschulflottille du 1er mai 1940 au 30 juin 1940 à Wilhelmshaven en tant que navire-école
- 21. Unterseebootsflottille du 1er juillet 1940 au 19 mars 1943 à Pillau en tant que navire-école

## Commandement
- Kapitänleutnant Rolf Dau du 31 août 1935 au 27 septembre 1936
- Gerhard Glattes du 1er octobre 936 au 2 février 1938
- Kapitänleutnant Günter Kutschmann du 3 février 1938 au 4 décembre 1939
- Kapitänleutnant Heinrich Lehmann-Willenbrock du 5 décembre 1939 au 11 août 1940
- Oberleutnant zur See Herbert Opitz du 12 août 1940 au 27 mars 1941
- Oberleutnant zur See Friedrich Bothe du 28 mars 1941 au 6 janvier 1942
- Oberleutnant zur See Karl Friederich du 7 janvier au 23 mars 1942
- Oberleutnant zur See Hans-Dieter Mohs du 26 mars jusqu'en mai 1942
- Kurt Pressel de mai au 9 novembre 1942
- Leutnant zur See Hermann Rahn du 10 novembre 1942 au 19 mars 1943
- Alfred Radermacher en mars 1943

Nota: Les noms de commandants sans indication de grade signifie que leur grade n'est pas connu avec certitude à notre époque à la date de la prise de commandement.

## Navires coulés
L'Unterseeboot 5 n'a ni coulé, ni endommagé de navire au cours des 2 patrouilles (32 jours en mer) qu'il effectua.

### Sources
- (en) Cet article est partiellement ou en totalité issu de l’article de Wikipédia en anglais intitulé « German submarine U-5 (1935) » (voir la liste des auteurs).